# Desenterrando Sad Hill
 (juillet 2025).
La mise en forme du texte ne suit pas les recommandations de Wikipédia : il faut le « wikifier ».
Les points d'amélioration suivants sont les cas les plus fréquents. Le détail des points à revoir est peut-être précisé sur la page de discussion.
- Les titres sont pré-formatés par le logiciel. Ils ne sont ni en capitales, ni en gras.
- Le texte ne doit pas être écrit en capitales (les noms de famille non plus), ni en gras, ni en italique, ni en « petit »…
- Le gras n'est utilisé que pour surligner le titre de l'article dans l'introduction, une seule fois.
- L'italique est rarement utilisé : mots en langue étrangère, titres d'œuvres, noms de bateaux, etc.
- Les citations ne sont pas en italique mais en corps de texte normal. Elles sont entourées par des guillemets français : « et ».
- Les listes à puces sont à éviter, des paragraphes rédigés étant largement préférés. Les tableaux sont à réserver à la présentation de données structurées (résultats, etc.).
- Les appels de note de bas de page (petits chiffres en exposant, introduits par l'outil «  Source ») sont à placer entre la fin de phrase et le point final[comme ça].
- Les liens internes (vers d'autres articles de Wikipédia) sont à choisir avec parcimonie. Créez des liens vers des articles approfondissant le sujet. Les termes génériques sans rapport avec le sujet sont à éviter, ainsi que les répétitions de liens vers un même terme.
- Les liens externes sont à placer uniquement dans une section « Liens externes », à la fin de l'article. Ces liens sont à choisir avec parcimonie suivant les règles définies. Si un lien sert de source à l'article, son insertion dans le texte est à faire par les notes de bas de page.
- La présentation des références doit suivre les conventions bibliographiques. Il est recommandé d'utiliser les modèles {{Ouvrage}}, {{Chapitre}}, {{Article}}, {{Lien web}} et/ou {{Bibliographie}}. Le mode d'édition visuel peut mettre en forme automatiquement les références.
- Insérer une infobox (cadre d'informations à droite) n'est pas obligatoire pour parachever la mise en page.

Pour une aide détaillée, merci de consulter Aide:Wikification.
Si vous pensez que ces points ont été résolus, vous pouvez retirer ce bandeau et améliorer la mise en forme d'un autre article.
Pour plus de détails, voir Fiche technique et Distribution.
Desenterrando Sad Hill est un film documentaire espagnol de 2017, réalisé par Guillermo de Oliveira.
Il raconte le processus mené par une association de bénévoles qui a réhabilité et reconstruit le cimetière de Sad Hill, créé en 1966 pour le tournage de la séquence finale du film Le Bon, la Brute et le Truand.
Le documentaire présente des témoignages de cinéastes, cinéphiles et passionnés, mais aussi de personnes ayant travaillé sur le film, comme Clint Eastwood, Ennio Morricone et James Hetfield de Metallica. Filmé en couleur, dans les lieux où le duel final de Clint Eastwood, Lee Van Cleef et Eli Wallach a été tourné, il est disponible en espagnol, anglais, italien et français.
Il a été diffusé au Festival du film de Sitges et a été nommé aux prix Goya du meilleur film documentaire.

## Histoire
En 1966, le film connu en espagnol sous le nom d'El bueno, el Feo y el Malo (Le Bon, la Brute et le Truand en français) a été tourné en Espagne. Une partie des lieux de tournage se trouve dans la vallée de Mirandilla, située dans la province de Burgos, dans les municipalités de Contreras et Santo Domingo de Silos, près de Covarrubias. Pour faciliter le tournage de cette production internationale, le gouvernement présidé par le général Franco a offert la collaboration de 250 militaires qui, dûment rémunérés, ont travaillé à la construction des décors et comme figurants. La longue séquence finale du film, le duel à trois, a été tournée dans une zone éloignée, pour laquelle un cimetière circulaire de quelque 4 000 tombes simulées a été construit. Une fois le tournage terminé, le décor a été abandonné et la nature l'a progressivement recouvert.
L'endroit est resté dans l'oubli jusqu'en 2014, alors presque complètement enseveli, lorsqu'un groupe de fans du film de Sergio Leone a décidé de retrouver et de récupérer le décor. Après avoir localisé le site, les passionnés ont créé l'association culturelle Sad Hill et ont demandé l'autorisation à la Junta de Castilla y León. Une fois l'autorisation obtenue, ils ont commencé à creuser pour récupérer les pierres du cercle central. Ils ont ensuite récupéré les tombes et installé des croix. Le travail étant plus important qu'ils ne le pensaient au départ, ils l'ont fait savoir par le biais des réseaux sociaux et ont attiré un nombre considérable de collaborateurs qui, dans de nombreux cas, se sont déplacés de très loin. Pour financer le projet, ils ont eu recours au micro-patronage, offrant en échange d'une petite somme l'incitation controversée d'inscrire le nom du donateur sur l'une des tombes du cimetière. Le point culminant de leur travail a été le 24 juillet 2016, lorsqu'ils ont organisé un événement sur la colline réhabilitée de Sad Hill pour commémorer le cinquantième anniversaire du film. Leur travail s'est cependant poursuivi après la sortie de Sad Hill Unearthed.

## Le documentaire
Guillermo de Oliveira a entendu parler du projet de récupération de Sad Hill en 2014 par un ami qui avait entendu les nouvelles à la radio. Il a suivi la question sur Facebook et a décidé d'enregistrer un court morceau sur le sujet pour le télécharger sur YouTube ou, peut-être, un court métrage, car il pensait que la question ne pourrait pas prospérer. Cependant, au fur et à mesure que le mouvement prenait de l'ampleur et trouvait le soutien de bénévoles et de donateurs, le documentaire s'est transformé en long métrage.
Le film se concentre sur le processus de reconstruction du cimetière de Sad Hill et sur l'analyse des motivations des bénévoles qui y ont travaillé. Pour ce faire, il inclut les témoignages de quatre des principaux promoteurs : David Alba, Sergio García, Diego Montero et Joseba del Valle. Elle interroge par ailleurs deux collaborateurs occasionnels, le couple français Jean-Pierre et Anne-Marie Lanoue.
Mais le documentaire va plus loin et retrace ainsi le tournage du film Le Bon, la Brute et le Truand, avec certains des membres survivants de l'équipe qui ont travaillé sur cette icône du western spaghetti : le musicien Ennio Morricone, le monteur Eugenio Alabiso, l'acteur Clint Eastwood, l'assistant caméraman Sergio Salvati, le directeur adjoint artistique Carlo Leva et le défunt réalisateur Sergio Leone, en utilisant des séquences de l'époque du tournage et de 1977. Le film évoque également les souvenirs de trois militaires qui ont collaboré à la construction des décors et qui ont travaillé comme figurants : Juan José de la Horra, José Urrutia et Rafael Solana. Dans cette partie, l'espace consacré aux différentes versions de l'incident de l'explosion accidentelle du pont construit par l'armée alors que les caméras ne tournaient pas encore est particulièrement remarquable.
Enfin, le film analyse et évalue également le film de Leone à travers les personnes susmentionnées et d'autres admirateurs de son cinéma. Il s'agit d'admirateurs aussi connus que le musicien de Metallica James Hetfield et les réalisateurs Joe Dante et Álex de la Iglesia. De plus, on y trouve les opinions nuancées du critique Stephen Leigh et des spécialistes de l'œuvre de Leone, Sir Christopher Frayling et le Dr Peter J. Hanley. D'autres fans sont moins populaires, comme les Canadiens Will Ross, Devan Scott et Daniel Jeffery, qui se sont rendus en 2014 sur le site avant le début des travaux de réhabilitation.

## Réception
La première mondiale de Sad Hill Unearthed a eu lieu au Festival international du film de Tokyo, un événement classé « A » par la FIAPF. Il a ensuite été projeté dans d'autres festivals, notamment à Santa Barbara, à Buenos Aires et au Caire. Il a remporté plusieurs prix, dont celui du meilleur film dans la section Noves Visions du Festival du film de Sitges et celui de la meilleure contribution technico-artistique au genre Western au Festival Wéstern d'Almería. La première espagnole a eu lieu le 19 octobre 2018.
Les évaluations critiques sont mitigées. Jordi Costa considère dans El País que le film abuse des interviews et qu'il « s'approche dangereusement du reportage ». Il apprécie cependant positivement la façon dont il montre l'effort de ce groupe d'amateurs qui développent un travail proche de l'archéologie pour récupérer un lieu fictif. Pour sa part, Jesús Palacios écrit dans Fotogramas que le film est émouvant et dérangeant, reflétant un travail d'archéologie cinématographique sur un cinéma qui n'existe plus. Le critique du journal La Razón apprécie que le documentaire soit « un hymne d'amour au cinéma en tant que dépositaire de la mémoire historique et sentimentale », mais estime qu'il « exploite les larmes complices que seuls les fans non rachetés de Leone peuvent verser ». Dans ABC, Federico Marín apprécie la ténacité de Guillermo de Oliveira ainsi que le fait qu'il mette sur le même plan des « fans » et des grands noms comme Clint Eastwood. Le journaliste estime néanmoins qu'il aurait dû réduire quelque peu la durée du film.
Fin 2018, la circulation du film a considérablement augmenté lorsqu'il a été inclus dans le catalogue international de Netflix, accompagné de sous-titres en espagnol, anglais, français, allemand et arabe.
Lorsque la saison annuelle des récompenses cinématographiques s'est ouverte, le film a été nommé pour le prix Goya du meilleur film documentaire et a remporté la médaille du Círculo de Escritores Cinematográficos pour le meilleur long métrage documentaire,.

## Distribution
Sauf indication contraire, les informations mentionnées dans cette section peuvent être confirmées par la base de données cinématographiques IMDb,  présente dans la section « Liens externes ».
- Ennio Morricone
- James Hetfield
- Joe Dante
- Clint Eastwood
- Sergio Leone
- Álex de la Iglesia
- Sergio Salvati
- Joseba del Valle
- David Alba Romero
- Sergio García Hernández
- Diego Montero
- Eugenio Alabiso
- Stephen Leigh
- Daniel Jeffery
- Carlo Leva
- Peter J. Hanley
- Christopher Frayling
- Will Ross
- Devan Scott

## Sources
1. ↑  (es) « 'Sad Hill Unearthed', el documental sobre la reconstrucción del cementerio de 'El bueno, el feo y el malo' », Libertad Digital,‎ 9 juin 2017 (lire en ligne, consulté le 2 mars 2019)
2. ↑  (es) Silvia Rodríguez Pontevedra, « Cuando el Ejército de Franco construyó el cementerio de 'El bueno, el feo y el malo' », El País, Santiago de Compostela, Prisa,‎ 19 octobre 2018 (lire en ligne, consulté le 2 mars 2019)
3. ↑  (es) « Clint Eastwood y Metallica en el tráiler de Sad Hill Unearthed, documental del cementerio de El bueno, el feo y el malo », Europa Press, Madrid,‎ 8 juin 2017 (lire en ligne, consulté le 2 mars 2019)
4. ↑  (es) Gabriel García, « Desenterrando Sad Hill': Una historia de amor y pasión », Filmand, 21 octobre 2018 (consulté le 2 mars 2019)
5. ↑  (es) Fernando Muñoz, « Clint Eastwood, mil soldados de Franco y un cementerio: los secretos del mítico Sad Hill », ABC,‎ 30 novembre 2018 (lire en ligne, consulté le 2 mars 2019)
6. ↑  « Desenterrando Sad Hill », Premios Goya, Academia de las Artes y las Ciencias Cinematográficas de España (consulté le 2 mars 2019)
7. ↑  (es) « El Cementerio », sur ASOCIACION CULTURAL SAD HILL, 2 octobre 2016 (consulté le 4 juillet 2025)
8. ↑  (es) LeoneBaryloche, « ASOCIACIÓN CULTURAL SAD HILL », sur ASOCIACIÓN CULTURAL SAD HILL, 19 octobre 2015 (consulté le 4 juillet 2025)
9. ↑  (es) cinececblog, « 74 Medallas CEC: «El Reino» arrasa. », sur CÍRCULO DE ESCRITORES CINEMATOGRÁFICOS, 28 janvier 2019 (consulté le 4 juillet 2025)
10. ↑  (es) Academia de las Artes y las Ciencias Cinematográficas de España, « Estas son las nominaciones de los Premios Goya 2019 » , 2019 (consulté le 4 juillet 2025)